# Thomas Deloney
Œuvres principales
Thomas de Reading
Thomas Deloney est un romancier et auteur de ballades anglais né en 1543 et mort en 1600.

## Biographie
On ne sait que peu de choses sur la vie personnelle de Thomas Deloney : tisserand de soie de profession, les chercheurs divergent sur son lieu de naissance entre Norwich et Londres. 
Résidant à Londres dans les années 1580, il s'est probablement marié avant le 16 octobre 1586, date de l'acte de baptême de son fils Richard. 
Traduisant des textes depuis le latin, il est évident que Thomas Deloney a reçu une éducation dans une grammar school. Il semble aussi avoir traduit au moins un texte depuis le français : Les Contes Ou Les Nouvelles Récréations Et Joyeux Devis de Bonaventure Des Périers (connu en anglais sous le titre The Mirrour of Mirth and Pleasant Conceits). 
Pareillement, peu de choses sont connues sur la vie d'écrivain professionnel de Thomas Deloney : principal auteur de ballades d'actualité de la ville de Londres, ses ballades, imprimées sur des feuilles simples et coûtant un sou chacune, constituent la principale source d'information de la population londonienne avant l'invention de la presse écrite anglaise. Celles-ci narrent principalement des sujets historiques (comme le soulèvement de Wat Tyler ou l'Invincible Armada) et du quotidien (comme la vie des gens de la classe moyenne, des commerçants et des artisans). 

## «Dieu nous donne la viande, et le diable les cuisiniers»
Thomas Deloney a popularisé dans son roman Thomas de Reading le proverbe suivant : « Dieu nous donne la viande, et le diable les cuisiniers. » (sa paternité étant fréquemment attribuée à Andrew Boorde (en)).  Celui-ci fut paraphrasé comme suit par le rappeur Kaaris dans sa chanson Voyageur (featuring Blacko) sortie en 2015 : « Dieu nous donne la viande et le Sheitan est le cuisinier ».